# Петър Лозанов
Петър „Перчо“ Лозанов е български анархист, журналист и критик на марксизма.
Роден на 5 ноември 1895 г. в град Лом в сравнително заможно семейство. Той възприема революционните идеи под влиянието на емигранти от въстанието на матросите на руския броненосец „Потьомкин“, някои от които са анархисти. Когато Петър е ученик, ги среща в град Русе и остава във възхита от тях. След това е изключен от училището заради организирането на ученическа стачка, която се разпространява в цялата страна.
По време на Първата световна война той е мобилизиран за участие във войната. Той воюва в бойните действия на южния фронт, но попада във френски плен. След завръщането си от плен Петър Лозанов се свързва с другарите си Георги Шейтанов, Георги Жечев и др. Тогава им се налага да живеят и работят като нелегални. Известно време във Велико Търново поддържа връзка с Петър Мазнев. Около 1920 г. започва да учи медицина в Берлин. През 1921 г. Лозанов е член на Международния анархистки конгрес. Той взима участие в него под псевдонима Казимир Судин. На следващата година участва в учредителния конгрес на Задграничния съюз на българските анархисти. Този съюз поддържа контакти с подобни движения в други страни, а Петър Лозанов се мъчи да осъществява информационна подкрепа за тях, като издава информационен бюлетин. За целта пише статии и кореспонденции за този бюлетин, както и за други анархистки издания и служи като преводач от български на немски и обратно.
В България по време на започналия период на терор следите на Лозанов се губят. Известно е само, че е работил като журналист в провинциалната преса. Той се появява отново в анархистическите среди през 1930 – 1931 г. В София той влиза във връзки със Сапунджиев, Г. Хаджиев, Пир Динев, Коста Даскалов и др., чиято дейност е завършена успешно от проведената конференцията-конгрес в Ловеч. Около 1930 г. Лозанов става редактор на списание „Свободно общество“, а след Деветнадесетомайския преврат от 19 май 1934 г., заменя редактора на списание „Нов свят“. Същевременно се доказва като способен журналист и публицист. По същото време издава своя оригинална брошура за фашизма – „Фашизъм и работничество“. Той страда от туберкулоза и отива на лечение в Лъджене, където по-късно работи в болнична лаборатория на санаториума.
Петър Лозанов е добър теоретик и е признат в анархистическите среди за най-добрия познавач и критик на марксизма, за разлика от много пропагандисти и може би е най-добрият професионален журналист сред тях. В края на дните си работи върху брошурата „Развенчаването на култа“, с подзаглавие „Зигзагите на социализма“. Книгите са изпратени нелегално в Париж, където е публикувана след смъртта му от българското анархистично книгоиздателство в Париж „Наши път“.